# Salzmetathese
Unter Salzmetathese bzw. Doppelte Umsetzung versteht man einen paarweisen Austausch (eine Metathese) von Kationen und Anionen. Der Name Metathese bedeutet Platzwechsel oder Umstellung.
{\displaystyle \mathrm {A{-}B\ +\ C{-}D\longrightarrow A{-}D\ +\ C{-}B} }

## Salzmetathese von Anorganischen Salzen
In der anorganischen Salzmetathesereaktion tauschen die Kationen und Anionen zweier Salze wechselseitig aus. Meist laufen diese Reaktionen in Lösungen ab. Triebkräfte dieser Reaktion können die Bildung stabilerer Salze sowie die Entfernung eines Produkts aus dem Gleichgewicht der Reaktion sein. 
Silberchlorid ist in wässriger Lösung nahezu unlöslich. Aus diesem Grund fällt es aus einer Lösung eines Chloridsalzes in Wasser bei Zugabe einer Silbernitratlösung als weißlicher Bodenkörper aus (s. a. Halogenidnachweis). 
{\displaystyle \mathrm {AgNO_{3}\ _{(aq)}\ +\ NaCl\ _{(aq)}\longrightarrow AgCl\ _{(s)}\ +\ NaNO_{3}\ _{(aq)}} }
Beim Versetzen einer Silbernitratlösung mit Natriumchloridlösung fällt Silberchlorid aus.

## Alkylierungen
Die Salzmetathesereaktionen metallorganischer Komplexe dienen zur Darstellung von Alkylkomplexen durch die Umsetzung von Chloridkomplexen mit Phenyllithium oder Benzylkalium.
{\displaystyle {\ce {[N(SiMe2CH2PMe2)]2YCl + PhLi -> [N(SiMe2CH2PMe2)]2YPh + LiCl}}}
Bekannt ist auch die Darstellung von Dimethylcalcium durch Salzmetathese aus Methyllithium und Calciumbis(trimethylsilylamid) in Diethylether.
{\displaystyle \mathrm {Ca[N\{Si(CH_{3})_{3}\}_{2}]_{2}+2\ LiCH_{3}\longrightarrow Ca(CH_{3})_{2}+2\ Li[N\{Si(CH_{3})_{3}\}_{2}]} }